# Eugen Steinach
Eugen Steinach (ur. 28 stycznia 1861 w Hohenems, zm. 14 maja 1944 w Territet) – austriacki lekarz fizjolog. Uznawany za pioniera endokrynologii. Stosował podwiązanie nasieniowodów jako metodę „odmładzania” (tzw. operacja Steinacha). Procedurze tej poddali się m.in. Sigmund Freud i William Butler Yeats.
Studiował medycynę w Genewie i Wiedniu. W 1886 roku otrzymał tytuł doktora medycyny na Uniwersytecie w Innsbrucku. Przez wiele lat był asystentem Ewalda Heringa na Uniwersytecie w Pradze. W 1890 roku habilitował się, w 1895 został profesorem nadzwyczajnym, w 1907 roku profesorem zwyczajnym. W 1912 wyjechał do Wiednia i aż do przejścia na emeryturę w 1932 kierował zakładem fizjologii zwierząt w Instytucie Badań Biologicznych Akademii Nauk. Od jesieni 1933 współpracował ze szwajcarskimi badaczami w eksperymentach nad leczeniem bezpłodności hormonalnej zwierząt gospodarskich. W marcu 1938 nie był w stanie wrócić ze Szwajcarii do Austrii i pozostał na emigracji.
W 1923 roku miał premierę film dokumentujący rezultaty operacji Steinacha.
Jego uczniami byli między innymi Harry Benjamin i Knud Sand.

## Wybrane prace
- Verjüngung durch experimentelle Neubelebung der alternden Pubertätsdrüse. Berlin, Jul. Springer, 1920.
- Sex and Life Forty Years of Biological and Medical Experiments. New York Viking Press 1940